# Wesselburener Deichhausen
Wesselburener Deichhausen ist eine Gemeinde im Nordwesten des Kreises Dithmarschen in Schleswig-Holstein. Hartenkröge und Hassenbüttel liegen im Gemeindegebiet.

## Geschichte
Die Dorfwurt Wesselburener Deichhausen entstand im Mittelalter, das genaue Alter ist unklar. Die benachbarten Wurten Wellinghusen und Hassenbüttel wurden im 7. bzw. 10. Jahrhundert n. Chr. gegründet.
In Hassenbüttel wurden 1995 archäologische Ausgrabungen durchgeführt, diese belegen, dass im 9./10. Jahrhundert n. Chr. auf einer niedrigen Seemarsch Wurten aus Klei errichtet wurden, die im 10./11. Jahrhundert erhöht und vergrößert wurden. Die Ausgrabungen legten ein Wohnstallhaus dieser Zeit frei.
Am 1. April 1934 wurde die Kirchspielslandgemeinde Wesselburen aufgelöst. Alle ihre Dorfschaften, Dorfgemeinden und Bauerschaften wurden zu selbständigen Gemeinden/Landgemeinden, so auch Wesselburener Deichhausen.

## Eingemeindungen
Am 1. Januar 1975 wurde die bis dahin selbständige Gemeinde Hassenbüttel eingegliedert.

## Politik

### Gemeindevertretung
Bei der Kommunalwahl am 14. Mai 2023 wurden insgesamt sieben Sitze vergeben. Diese fielen erneut alle an die Wählergemeinschaft Wesselburener Deichhausen. Die Wahlbeteiligung betrug 69,6 %.